# Толстянка Альстона
Толстянка Альстона (лат. Crassula alstonii) — вид суккулентных растений рода Толстянка (Crassula) семейства Толстянковые (Crassulaceae), естественно произрастающий на территории Капской провинции Южно-Африканской Республики.

## Название
Родовое латинское название Crassula происходит от латинского слова crassus, — «толстый», в основном из-за присутствия у растений этого рода сочных листьев.
Видовой латинский эпитет alstonii дан в честь капитана Эдварда Г. Альстона (англ. Edward G. Alston, 1891–1917), который управлял фермой и был коллекционером растений в Северо-Капской провинции, Южная Африка.

## Ботаническое описание
Многолетники с короткими стеблями, полностью покрытыми сближенными листьями, формирующими практически шаровидную розетку диаметром 20-50 мм. Листья, представляющие, видимо, две ряды, иногда образуют несколько розеток, с сохранением старых неопадающих листьев. Листья варьируют от круглых до поперечно сжато-обратнояйцевидных размером 6-10 x 12-20 мм, с тупыми или округлыми концами. Они почти плоские сверху и слегка выпуклые снизу, изогнуты вверх, покрыты жесткими отогнутыми и прижатыми волосками, преимущественно на открытых поверхностях, имеют серо-зеленый оттенок.

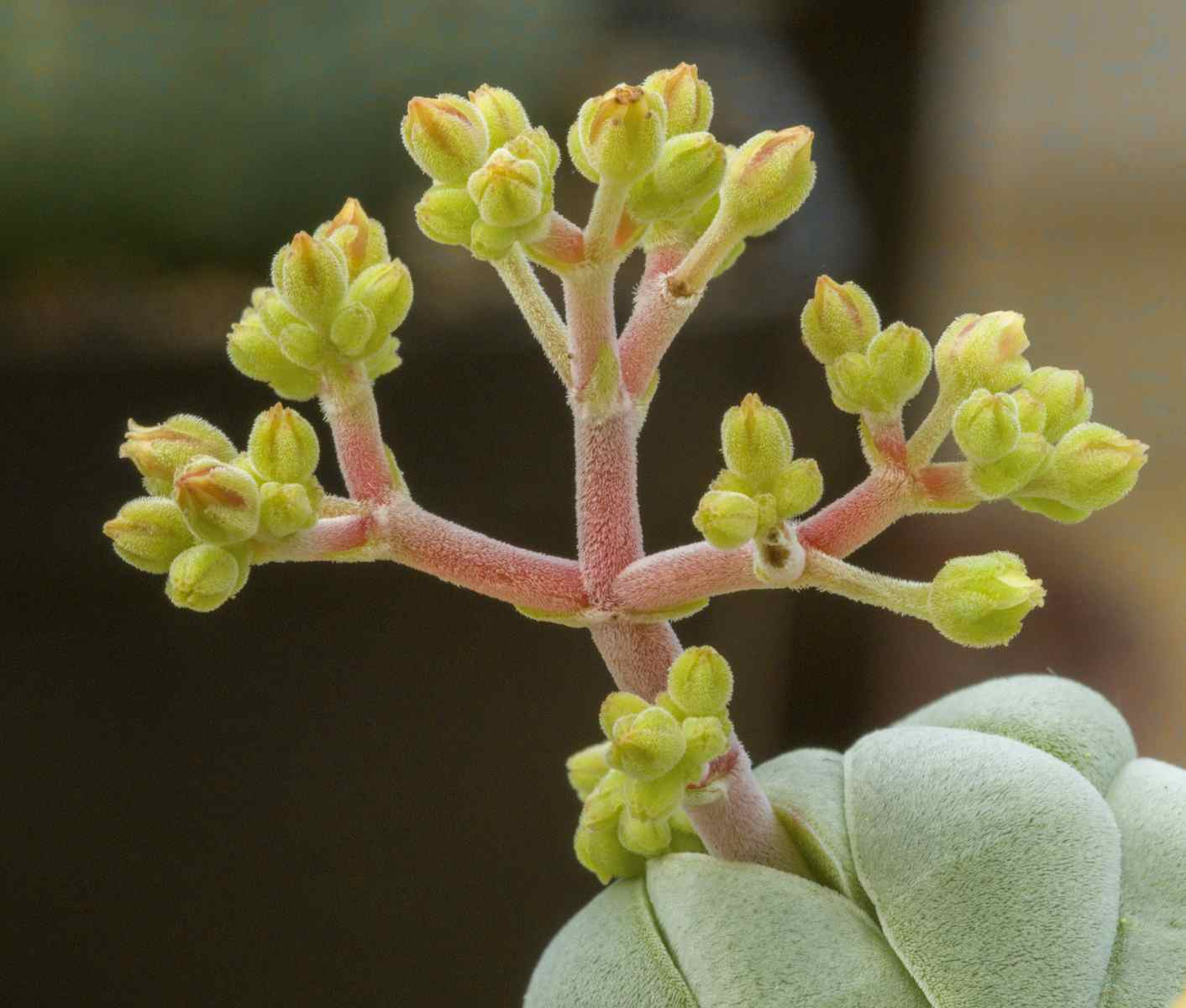
Соцветие

Соцветие с цветоносом длиной 20-40 мм, покрытым отогнутыми волосками. Чашечка с треугольными долями длиной 1,5-2 мм, острыми, с отогнутыми волосками и немногочисленными краевыми ресничками, мясистыми и желтовато-зелеными. Венчик трубчатый, сросшийся у основания на 0,5-0,8 мм, кремового до бледно-желтого оттенка, переходящий в коричневый; доли продолговато-ланцетные, 2,5-3 мм в длину, заостренные и без придатка, изогнутые. Тычинки с пыльниками от желтого до коричневого цвета. Чешуйки продолговатые, размерами 0,5-0,8 x 0,2-0,4 мм, усеченные до слабо выемчатых, более или менее суженные книзу, мясистые и желтые.

## Распространение
Характерные места обитания представлены пологими склонами или равнинами, где преобладает кварцитовый или гнейсовидный гравий. Растение произрастает на невысоких холмах с уклоном, часто покрытых кварцитовым гравием.

## Таксономия
Crassula alstonii Marloth, первое упоминание в Trans. Roy. Soc. South Africa 1: 404 (1910).

## Примечание
1. ↑  Crassula alstonii Marloth | Plants of the World Online | Kew Science (англ.). Plants of the World Online. Дата обращения: 23 декабря 2023. Архивировано 27 апреля 2022 года.
2. 1 2  Urs Eggli, Leonard E. Newton. Etymological dictionary of succulent plant names. — Berlin Heidelberg: Springer, 2004. — 266 с. — ISBN 978-3-540-00489-9.
3. 1 2 3  Crassula alstonii Marloth. www.worldfloraonline.org. Дата обращения: 30 октября 2022. Архивировано 5 января 2023 года.
4. ↑  Crassula alstonii Marloth | Plants of the World Online | Kew Science (англ.). Plants of the World Online. Дата обращения: 30 октября 2022. Архивировано 27 апреля 2022 года.